# غريس كلاكستون
غريس كلاكستون (بالإنجليزية: Grace Claxton) هي عداءة سريعة أمريكية، ولدت في 19 أغسطس 1993 في سان خوان في الولايات المتحدة.

## وصلات خارجية
- غريس كلاكستون على موقع الاتحاد الدولي لألعاب القوى (الإنجليزية)
- غريس كلاكستون على موقع TFRRS.org (الإنجليزية)
- غريس كلاكستون على موقع أوليمبيديا (الإنجليزية)